# Jehhanafee Mamah
Jehhanafee Mamah (thailändisch เจะฮานาฟี มามะ; * 24. Oktober 2005), auch als Fee bekannt, ist ein thailändischer Fußballspieler.

## Karriere
Jehhanafee Mamah erlernte das Fußballspielen in der Jugend des Pattani FC. Die erste Mannschaft des Vereins spielte in der dritten Liga. Hier trat man in der Southern Region an. Im Sommer 2021 wurde der Jugendspieler in das Aufgebot der Drittligamannschaft berufen. Als Jugendspieler bestritt er 17 Drittligaspiele für Pattani. Im Sommer 2024 wechselte er zu dem ebenfalls in der Southern Region spielenden FC Yala. Nach 23 Ligaspielen wechselte er im Dezember 2024 in die erste Liga. Hier schloss er sich in Prachuap Khiri Khan dem PT Prachuap FC an. Sein Erstligadebüt gab Mamah am 26. Januar 2025 (19. Spieltag) im Heimspiel gegen den Chiangrai United. Bei dem 2:0-Erfolg wurde er in der 90.+5 Minute für den Brasilianer Chrigor eingewechselt.